# Trionymus paludicola
Trionymus paludicola är en insektsart som först beskrevs av Rasina 1966.  Trionymus paludicola ingår i släktet Trionymus och familjen ullsköldlöss.
Artens utbredningsområde är Lettland. Inga underarter finns listade i Catalogue of Life.